# Team DSM (vrouwenwielerploeg)/2021
Deze pagina geeft een overzicht van de vrouwenwielerploeg Team DSM in 2021.

## Algemeen

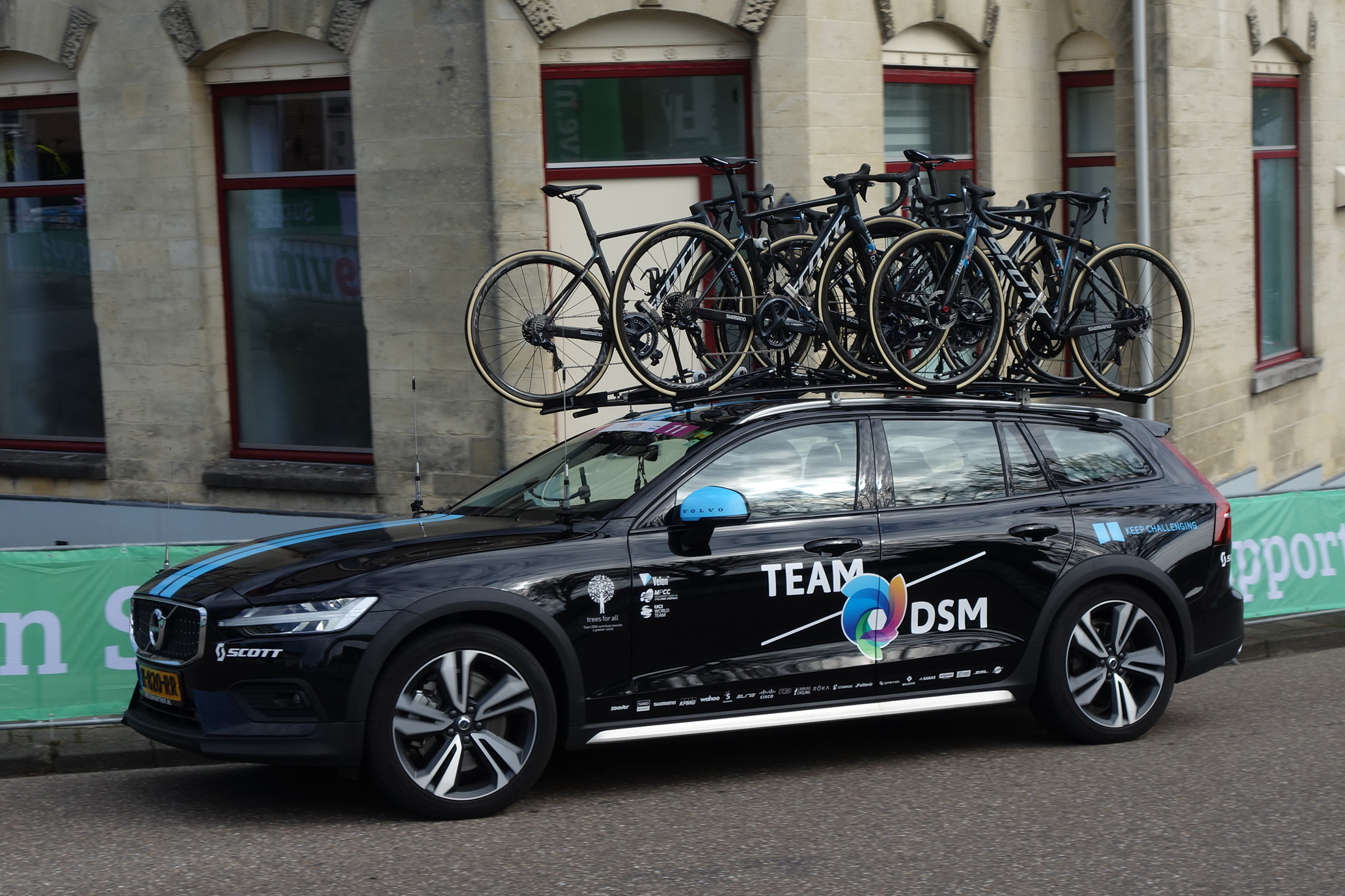
Ploegauto in de Amstel Gold Race 2021.

Algemeen manager: Iwan Spekenbrink
Ploegleiders: Albert Timmer
Fietsmerk: Cervélo

## Renners

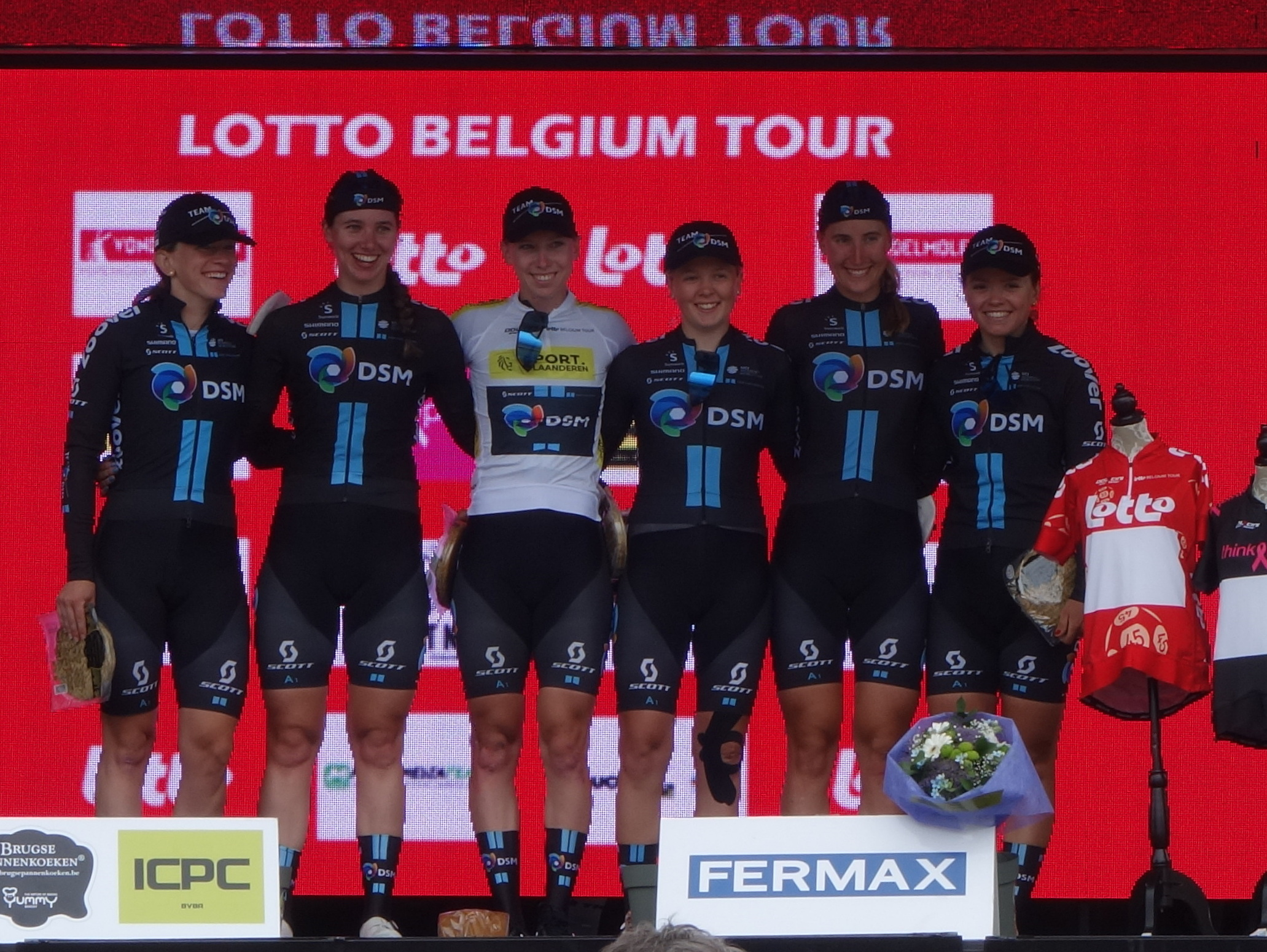
Team DSM in de Lotto Belgium Tour 2021.

| Naam             | Geboortedatum | Nationaliteit       | Ploeg 2020      |
| ---------------- | ------------- | ------------------- | --------------- |
| Susanne Andersen | 23-07-1998    | Noorwegen           |                 |
| Pfeiffer Georgi  | 27-09-2000    | Verenigd Koninkrijk |                 |
| Megan Jastrab    | 29-02-2002    | Verenigde Staten    | Rally UHC Women |
| Leah Kirchmann   | 30-06-1990    | Canada              |                 |
| Franziska Koch   | 13-07-2000    | Duitsland           |                 |
| Juliette Labous  | 04-11-1998    | Frankrijk           |                 |
| Liane Lippert    | 13-01-1998    | Duitsland           |                 |
| Floortje Mackaij | 18-10-1995    | Nederland           |                 |
| Wilma Olausson   | 09-04-2001    | Zweden              |                 |
| Esmée Peperkamp  | 23-07-1997    | Nederland           | NEO             |
| Coryn Rivera     | 26-08-1992    | Verenigde Staten    |                 |
| Julia Soek       | 12-12-1990    | Nederland           |                 |
| Lorena Wiebes    | 17-03-1999    | Nederland           |                 |

### Vertrokken
| Naam               | Geboortedatum | Nationaliteit       | Ploeg 2021       |
| ------------------ | ------------- | ------------------- | ---------------- |
| Anna Henderson     | 14-11-1998    | Verenigd Koninkrijk | Team Jumbo-Visma |
| Alison Jackson     | 14-12-1988    | Canada              | Liv Racing       |
| Pernille Mathiesen | 05-10-1997    | Denemarken          | Team Jumbo-Visma |

## Overwinningen
| Scheldeprijs Lorena Wiebes Festival Elsy Jacobs Proloog: Lorena Wiebes GP Eco-Struct Lorena Wiebes Ronde van Thüringen 2e etappe: Lorena Wiebes 6e etappe: Lorena Wiebes Dwars door de Westhoek Lorena Wiebes | SPAR Flanders Diamond Tour Lorena Wiebes Lotto Belgium Tour 1e etappe: Lorena Wiebes Jongerenklassement: Lorena Wiebes Ronde van Italië 5e etappe: Lorena Wiebes 8e etappe: Lorena Wiebes Simac Ladies Tour Jongerenklassement: Pfeiffer Georgi | La Choralis Fourmies Pfeiffer Georgi The Women's Tour 4e etappe: Lorena Wiebes 5e etappe: Lorena Wiebes Ronde van Drenthe Lorena Wiebes |

Mannen: 1999 · 2000 · 2001 · 2002 · 2003 · 2004 · 2005 · 2006 · 2007 · 2008 · 2009 · 2010 · 2011 · 2012 · 2013 · 2014 · 2015 · 2016 · 2017 · 2018 · 2019 · 2020 · 2021 · 2022 · 2023 · 2024 · 2025
Vrouwen: 2011 · 2012 · 2013 · 2014 · 2015 · 2016 · 2017 · 2018 · 2019 · 2020 · 2021 · 2022 · 2023 · 2024 · 2025
Alé BTC Ljubljana · Team BikeExchange · Canyon-SRAM · FDJ Nouvelle-Aquitaine Futuroscope ·  Liv Racing · Movistar Team · Team DSM · Team SD Worx · Trek-Segafredo